# Santo Entierro (El Greco)
Santo Entierro o El entierro de Cristo, es el tema de cuatro obras atribuidas a la etapa veneciana del Greco. La principal de ellas se conserva en el Museo Alexandros Soutzos de Atenas.

## Introducción
El Entierro de Cristo, descrito en el los cuatro Evangelios canónicos, es un tema muy escaso en el corpus pictórico del Greco.

## Análisis de la obra

#### Datos técnicos y registrales
- Pinacoteca Nacional de Atenas, (Museo Alexandros Soutzos)
- Pintura al óleo y temple sobre tabla; 51,5 x 43 cm;
- Realizado entre 1570 y 1576, 1565-1567 ca., según Palma Martínez-Burgos;[5]

### Descripción de la obra
Como habitual recurso manierista, un personaje de espaldas introduce al espectador en la composición, cuyas figuras se recortan ante un fondo oscuro, formado por una gruta y por rocas escarpadas. El Greco logra transmitir los sentimientos de tristeza y desolación de Las tres Marías, y se aprecia la influencia de Miguel Ángel en el rostro de Cristo y en los de los apóstoles.
Esta obra denota una etapa del artista en que buscaba asimilar las formas del arte del Renacimiento, adoptando elementos de artistas renacentistas, pero disponiéndolos de una manera personal. El Greco articula el espacio en perspectiva mediante la colocación del sarcófago en diagonal, por la situación espacial de las figuras, por el modelado a través del claroscuro, y por las sombras proyectadas en el suelo. El cuerpo de Cristo se representa casi como una escultura clásica, mientras que el dramatismo de la obra culmina en el desmayo de la Virgen María.
Tanto el rico cromatismo —rojos, carmines, ocres, azules y turquesas— que recuerda y mejora el de La última cena de Bolonia, como el claroscuro y la libre pincelada, revelan la influencia de la escuela veneciana de pintura. Pero varios errores muestran la inexperiencia del joven artista: errores de escala, estrechez espacial en el grupo de las mujeres y, especialmente, la mano derecha de san Juan, que resulta forzada y torpemente resuelta.

## Otras versiones

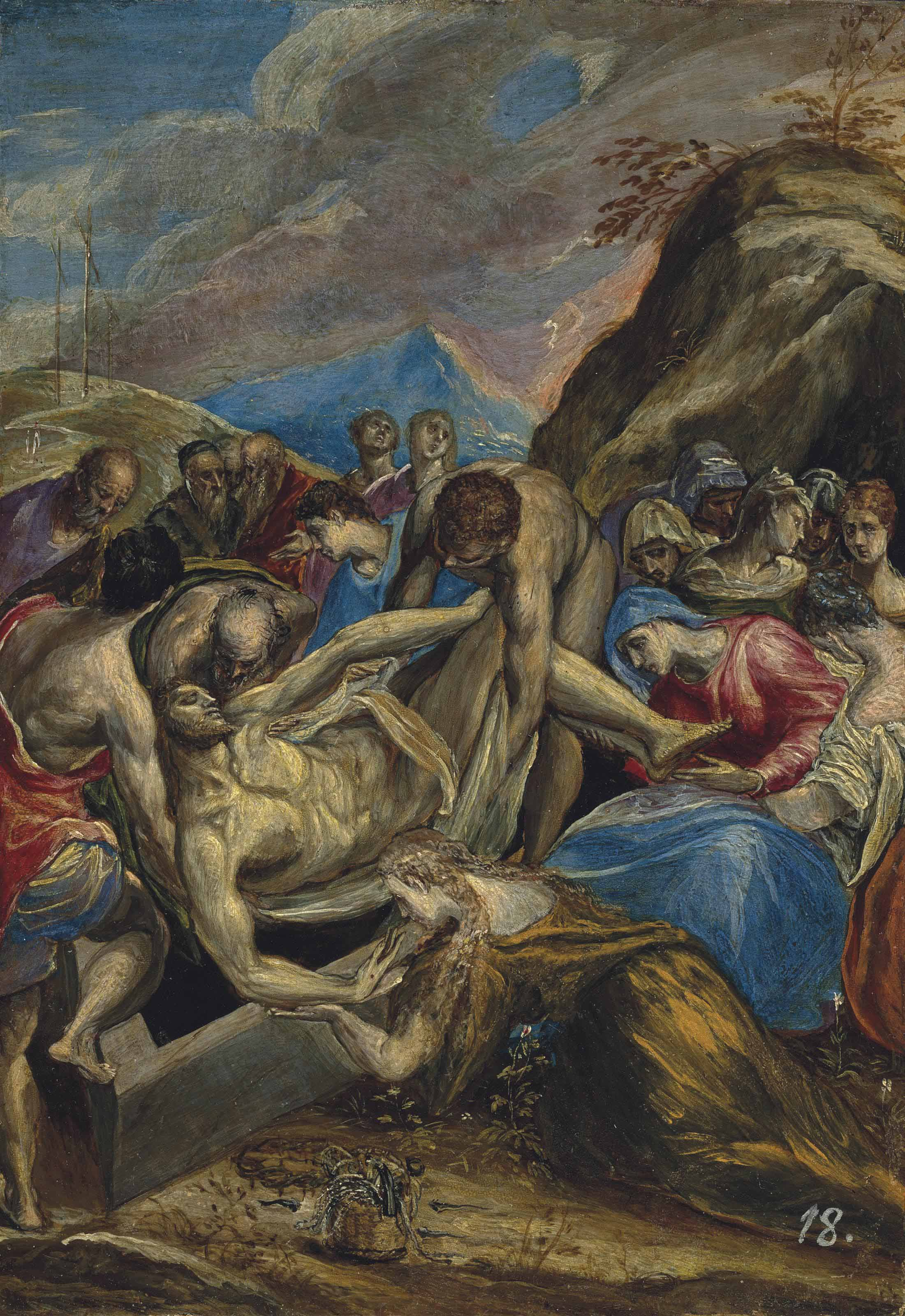
Obra catalogada por Wethey con la referencia X-79

Harold Wethey no menciona la obra anterior en su catálogo razonado de obras del Greco, citando solo tres pequeñas tablas — referencias X-79, X-80 y X-81— que considera mediocres obras de taller. Las versiones X-80 y X-81 son conocidas solamente por fotografías, pero de todas formas la siguiente es considerada mejor de las tres:

### Datos técnicos y registrales
- Colección privada
- Pintura al óleo sobre tabla; 28 x 19,4 cm según Christie's (28 x 20 según Álvarez Lopera)
- Realizado entre 1576 1578 según Soria, 1580 1585 según Wethey:
- Catalogado por Wethey con la referencia X-79, por Tiziana Frati con el 18[10] y por Álvarez Lopera con el 29.[11]

### Descripción de la obra
Esta versión se diferencia de las otras dos por su dibujo, luz y color más sutiles y por los diferentes tonos de las vestimentas. María Magdalena viste de marrón-verdoso en lugar de azul y amarillo, las tres cruces del Calvario están en el montículo de la izquierda, y la corona de espinas y el cesto están ligeramente más separadas del sepulcro.

### Procedencia
1. Posiblemente, Miguel Lasso de la Vega y Madariaga (1783-1863), X marqués de las Torres;
2. Por descendencia, a Miguel Lasso de la Vega y Quintanilla (1830-1900), XII Marqués de las Torres;
3. Probablemente, por descendencia, a su hijo, al cual lo lego a su viuda, Josefa Lasso de la Vega y Quintanilla (1884-1967), condesa viuda de Ybarra, Sevilla;
4. Colección privada, Londres.[13]